# Jašaltinskij rajon
Lo Jašaltinskij rajon (in russo Яшалтинский район?, lingua calmucca: Яшлтан район) è un municipal'nyj rajon della Repubblica autonoma di Calmucchia, nella Russia europea. Istituito nel 1938, occupa una superficie di circa 2.416 chilometri quadrati, ha come capoluogo Jašalta e ospita una popolazione di 16.908 abitanti.